# الإوزة البرية
الإوزة البرية (باليابانية: 雁) رواية من تأليف الأديب الياباني أوغاي موري. صدرت عام 1911 في اليابان.

## القصة
تدور القصة في عام 1880 على خلفية التغيير الاجتماعي المذهل المصاحب لعصر ميجي. البطلة الشابة، أوتاما، يضطرها الفقر لأن تصبح عشيقة مرابي يحسب ويخطط لكل خطوة.، ولكن هذا الوضع المستقر ينقلب رأساً على عقب عندما تتعرف طالب الطب الوسيم أوكادا وتقع في غرامه فيصبح على حد سواء هدف رغبتها ورمز خلاصها... كمن حولها، وكالإوز البري، تتوق أوتاما للحرية، وتطور وعيها بخصوص مأزقها يصل بالرواية إلى ذروتها مؤثرة.